# Flipkart
Flipkart Private Limited è una azienda indiana di e-commerce, con sede a Bengaluru.
Fondata nel 2007 come venditore di libri online, in seguito si è espansa commercializzando svariati prodotti tra cui principalmente elettronica di consumo, moda, prodotti per la casa e generi alimentari.
A marzo 2017 deteneva una quota di mercato nel settore dell'e-commerce indiano pari al 39,5%.
Nell'agosto 2018 la catena di negozi Walmart ha acquisito per circa 16 miliardi il 77% dell'azienda, facendone una valutazione totale di circa 20 miliardi. Secondo alcune stime fatte dagli analisti di settore, nel 2022 il valore societario è stato quantificato in 37,6 miliardi.